# 천마봉
천마봉(天馬峯)은 충청남도 청양군 청양읍과 화성면에 걸쳐있는 산이다. 산에는 천마봉 산성이 있다.

## 같이 보기
- 한국의 산 목록